# Luhman 16
Luhman 16 (tên chỉ định đầy đủ WISE J104915.57-531906) là một cặp sao lùn nâu đôi nằm ở phía nam chòm sao Thuyền Phàm, 6.5 năm ánh sáng từ Mặt Trời, khiến cho chúng là những ngôi sao lùn nâu được người ta biết đến có khoảng cách gần nhất so với Hệ Mặt Trời tại thời điểm phát hiện vào năm 2013, và hệ gần nhất được phát hiện ra kể từ sao Barnard năm 1916. Sao lùn thứ nhất có một phân loại sao L8 ± 1, và sao lùn thứ hai có lẽ gần chuyển tiếp L/T. Cặp hành tinh lùn quay quanh lẫn nhau ở khoảng cách khoảng 3 đơn vị thiên văn với chu kỳ quỹ đạo khoảng 25 năm.

## Khám phá

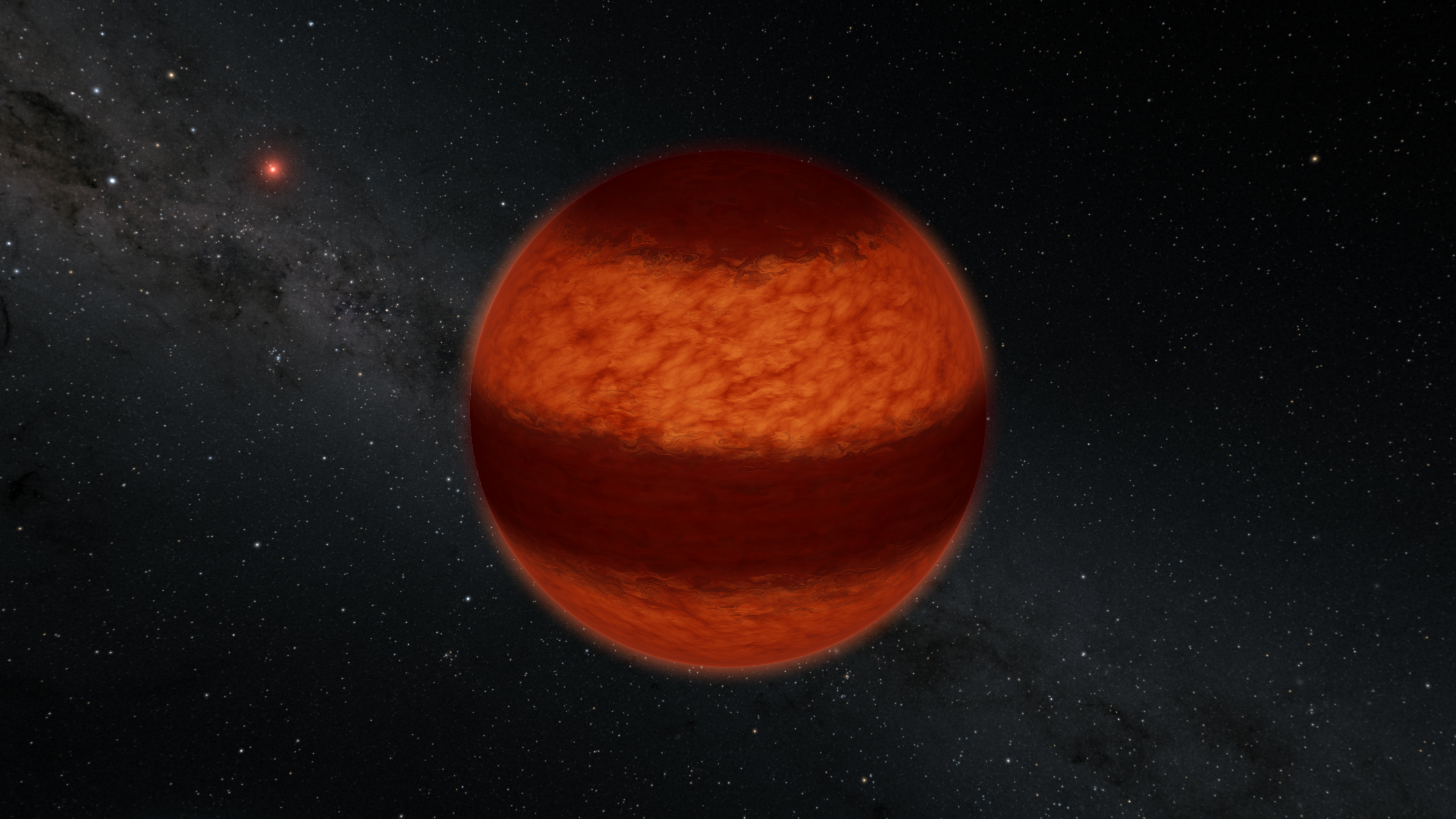
Minh hoạ sao lùn nâu Luhman 16A

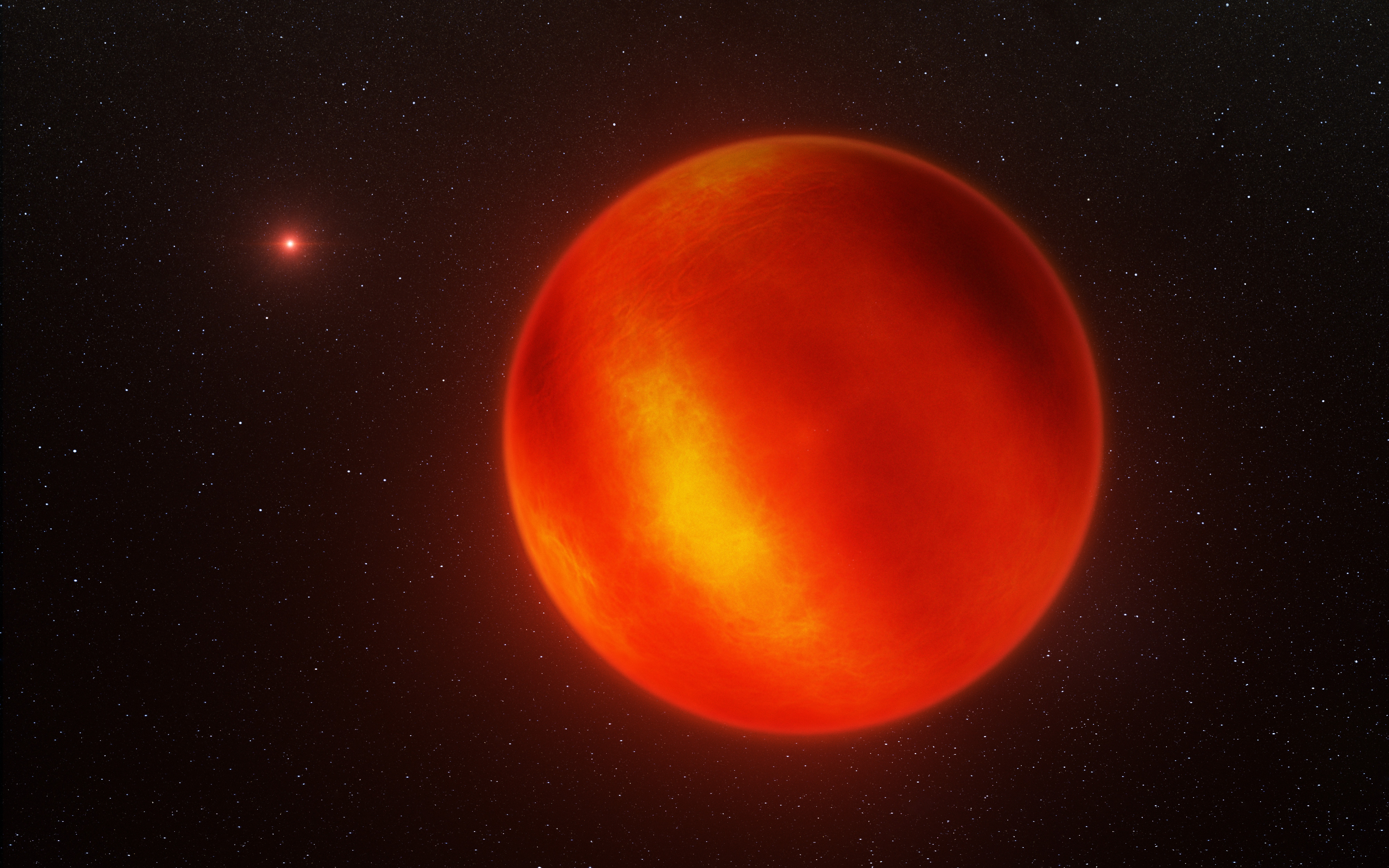
Minh hoạ sao lùn nâu Luhman 16B

Cặp sao lùn trên đã được phát hiện nhờ vào cuộc khảo sát thiên thể do vệ tinh WISE của Cơ quan Hàng không và Vũ trụ Mỹ (NASA) thực hiện, được xác nhận bởi các viễn vọng kính trên mặt đất, việc phát hiện được thông báo năm 2013. 
Luhman là từ Đại học bang Penn và là một nhà nghiên cứu tại Trung tâm Ngoại hành tinh Penn State và Thế giới có người ở. Hệ được phát hiện lần đầu tiên bằng cách so sánh hình ảnh WISE kỷ nguyên khác nhau để lộ các vật thể có chuyển động riêng cao. Các phát hiện tiếp theo được tìm thấy trong các hình ảnh từ Digitized Sky Survey, Two Micron All-Sky Survey, và Deep Near-Infrared Survey of the Southern Sky.. WISE 1049-5319 xuất hiện trên bầu trời gần bình diện ngân hà đó có nhiều ngôi sao làm cho khó nhận ra các vật thể mờ nhạt mà giải thích lý do tại sao một vật thể gần Mặt Trời như vậy lại không được phát hiện trong các lần tìm kiếm trước đó. 

## Khám phá ra hệ đôi
Thành phần thứ hai thành phần của hệ được phát hiện cũng bởi Luhman vào năm 2013. Hình ảnh khám phá trong dải i đã được chụp vào đêm ngày 23 tháng 2 năm 2013 bằng phương pháp chụp ảnh quang phổ đa vật thể Gemini tại Trạm thiên văn Nam Gemini, Chile. Các thành phần của hệ đã được giải quyết với góc khoảng 1,5 arcsecond, tương ứng với một sự tách biệt ước tính 3 đơn vị thiên văn; và khác biệt cường độ 0,45 mag.